# 短身狗脂鯉
短身狗脂鯉又名索莫狗脂鯉，為輻鰭魚綱脂鯉目脂鯉亞目鮭脂鯉科的其中一種，為熱帶淡水魚，分布於非洲尼羅河、尼日河、查德湖、伏塔河、塞內加爾河、甘比亞河等流域，本魚體埕紡錘型，體色為銀色，隨年齡成長會逐漸轉呈青銅色，體側有黑色細紋，脂鰭為灰黑色，體長可達86公分，棲息在開放水域，以魚類、昆蟲等為食，生活習性不明，可作為食用魚。

## 扩展阅读
維基物種上的相關：短身狗脂鯉